# Liste der Stolpersteine in Hamburg-St. Georg
Die Liste der Stolpersteine in Hamburg-St. Georg enthält alle Stolpersteine, die im Rahmen des gleichnamigen Kunst-Projekts von Gunter Demnig in Hamburg-St. Georg verlegt wurden. Mit ihnen soll Opfern des Nationalsozialismus gedacht werden, die in Hamburg-St. Georg lebten und wirkten.
Diese Seite ist Teil der Liste der Stolpersteine in Hamburg, da diese mit insgesamt 7202 (Stand: Juni 2025) Steinen zu groß würde und deshalb je Stadtteil, in dem Steine verlegt wurden, eine eigene Seite angelegt wurde.
| Adresse                                    | Person(en)                         | Inschrift | Bilder                          | Anmerkung |
| ------------------------------------------ | ---------------------------------- | --- | ------------------------------- | --- |
| Adenauerallee 41 / Pulverteich ·           | Max Größer                         | Hier wohnte Dr. Max Größer Jg. 1887 Hilfe für Verfolgte mehrmals verhaftet zuletzt 1939 Gestapo-Gefängnis Berlin tot an Haftfolgen 19.3.1940                                        | Stolperstein für Dr. Max Größer | Eintrag auf stolpersteine-hamburg.de |
| Alstertwiete 1a ·                          | Albert Meyer                       | Hier wohnte Albert Meyer Jg. 1868 deportiert 1942 Theresienstadt 1942 Treblinka ermordet                                                                                            | Stolperstein für Albert Meyer   | Eintrag auf stolpersteine-hamburg.de |
| An der Alster 1 ·                          | Anna Casper geb. Sittenfeld        | Hier wohnte Anna Casper geb. Sittenfeld Jg. 1897 deportiert 1942 ermordet in Auschwitz                                                                                              |                                 | Eintrag auf stolpersteine-hamburg.de wasserseitig |
| An der Alster 1 ·                          | Irene Casper                       | Hier wohnte Irene Casper Jg. 1920 verhaftet 1941 KZ Fuhlsbüttel deportiert 1942 Ravensbrück ermordet 16.10.1942 Auschwitz                                                           |                                 | Eintrag auf stolpersteine-hamburg.de wasserseitig |
| An der Alster 21 ·                         | Rosa Glass                         | Hier wohnte Rosa Glass Jg. 1888 deportiert 1941 ermordet in Riga |                                 | Eintrag auf stolpersteine-hamburg.de |
| An der Alster 21 ·                         | Moses Goldschmidt                  | Hier wohnte Dr. Moses Goldschmidt Jg. 1873 Flucht 1939 Brasilien tot 12.8.1943 |                                 | Eintrag auf stolpersteine-hamburg.de |
| An der Alster 28 ·                         | Moses (Moritz) Stern               | Hier wohnte Moses (Moritz) Stern Jg. 1880 deportiert 1941 Minsk ??? |                                 | Eintrag auf stolpersteine-hamburg.de links, vor dem Wohnungseingang |
| An der Alster 65–71 ·                      | Wolf Leib Engländer                | Hier wohnte Wolf Leib Engländer Jg. 1893 Flucht 1939 Holland interniert Westerbork deportiert 1942 Auschwitz ermordet                                                               |                                 | Eintrag auf stolpersteine-hamburg.de Stolperstein liegt zwischen den Hauseingängen Nr. 67 und Nr. 71 |
| Beim Strohhause 17 ·                       | Willy Claudius                     | Hier wohnte Willy Claudius Jg. 1903 mehrmals verhaftet zuletzt 1939 KZ Fuhlsbüttel Neuengamme ermordet 22.9.1942 Dachau                                                             |                                 | Eintrag auf stolpersteine-hamburg.de rechts vor dem Gebäude, Straße, zwischen Poller |
| Beim Strohhause 17 ·                       | Max Lenz                           | Hier wohnte Max Lenz Jg. 1901 verhaftet 1935 Fuhlsbüttel Emslandlager tot an Haftfolgen 13.2.1937                                                                                   |                                 | Eintrag auf stolpersteine-hamburg.de rechts vor dem Gebäude, Straße, zwischen Poller |
| Besenbinderhof 39–40 ·                     | Herbert Rothschild                 | Hier wohnte Herbert Rothschild Jg. 1900 deportiert 1941 Riga ermordet |                                 | Eintrag auf stolpersteine-hamburg.de |
| Besenbinderhof 39–40 ·                     | Ida Rothschild geb. Puschke        | Hier wohnte Ida Rothschild geb. Puschke Jg. 1894 deportiert 1941 Riga ermordet |                                 | Eintrag auf stolpersteine-hamburg.de |
| Besenbinderhof 60 ·                        | August Ellinger                    | Hier arbeitete August Ellinger Jg. 1880 im Widerstand/SPD Umzug Berlin Flucht in den Tod 18.6.1933                                                                                  |                                 | Eintrag auf stolpersteine-hamburg.de |
| Borgesch 4 ·                               | Clara Fritsche geb. Rudolph        | Hier wohnte Clara Fritsche geb. Rudolph Jg. 1880 eingewiesen 1935 Alsterdorfer Anstalten ‚verlegt‘ 16.8.1943 Heilanstalt Am Steinhof/Wien tot 28.10.1945                            |                                 | Eintrag auf stolpersteine-hamburg.de kurz vor dem Eingang Malersaal, rechte Straßenseite wurde im November 2024 ausgetauscht (vorheriger Stein)                                                                       |
| Borgesch 4 ·                               | Sybille Körppen geb. Ullmann       | Hier wohnte Sybille Körppen geb. Ullmann Jg. 1879 1938 Gefängnis HH 1940 Zuchthaus HH deportiert 1941 Łodz                                                                          |                                 | Eintrag auf stolpersteine-hamburg.de kurz vor dem Eingang Malersaal, rechte Straßenseite |
| Borgesch 18 ·                              | Bertha Bettelheim geb. Falk        | Hier wohnte Bertha Bettelheim geb. Falk Jg. 1895 Flucht Frankreich deportiert 1943 ermordet in Auschwitz                                                                            |                                 | Eintrag auf stolpersteine-hamburg.de kurz vor dem Eingang Malersaal, rechte Straßenseite |
| Borgesch 18 ·                              | Wilhelm Rudolf Ochs                | Hier wohnte Wilhelm Rudolf Ochs Jg. 1866 verhaftet KZ Fuhlsbüttel ermordet 31.7.1935                                                                                                |                                 | Eintrag auf stolpersteine-hamburg.de kurz vor dem Eingang Malersaal, rechte Straßenseite |
| Borgesch 18 ·                              | Klara Hedwig Ochs geb. Schilbach   | Hier wohnte Klara Hedwig Ochs geb. Schilbach Jg. 1866 gedemütigt/entrechtet tot 30.10.1935                                                                                          |                                 | Eintrag auf stolpersteine-hamburg.de kurz vor dem Eingang Malersaal, rechte Straßenseite |
| Bremer Reihe 19 ·                          | Harald Meyer                       | Hier wohnte Harald Meyer Jg. 1923 verhaftet 1938 Fuhlsbüttel deportiert 1942 Auschwitz ermordet 8.5.1945                                                                            |                                 | Eintrag auf stolpersteine-hamburg.de vor dem Eingang |
| Bremer Reihe 19 ·                          | Siegfried Meyer                    | Hier wohnte Siegfried Meyer Jg. 1895 inhaftiert Gefängnis Hamburg tot an Haftfolgen 15.3.1939                                                                                       |                                 | Eintrag auf stolpersteine-hamburg.de vor dem Eingang |
| Bremer Reihe 21 ·                          | Binem Rauch                        | Hier wohnte Binem Rauch Jg. 1908 verhaftet 1939 KZ Fuhlsbüttel 1941 Neuengamme ermordet 24.6.1942                                                                                   |                                 | Eintrag auf stolpersteine-hamburg.de |
| Bremer Reihe 24 ·                          | Emma Levi                          | Hier wohnte Emma Levi Jg. 1892 eingewiesen 1940 Heilanstalt Langenhorn ‚verlegt‘ 23.9.1940 Brandenburg ermordet 23.9.1940 ‚Aktion T4‘                                               |                                 | Eintrag auf stolpersteine-hamburg.de |
| Bremer Reihe 24 ·                          | Julchen Levi                       | Hier wohnte Julchen Levi Jg. 1888 deportiert 1941 Riga ??? |                                 | Eintrag auf stolpersteine-hamburg.de |
| Bremer Reihe 25 ·                          | Erna Oberländer                    | Hier wohnte Erna Oberländer Jg. 1865 gedemütigt/entrechtet Flucht in den Tod 23.9.1940                                                                                              |                                 | Eintrag auf stolpersteine-hamburg.de |
| Brennerstraße 8 ·                          | Martin Garbarz                     | Hier wohnte Martin Garbarz Jg. 1920 deportiert 1941 Minsk ermordet 23.8.1943 |                                 | Eintrag auf stolpersteine-hamburg.de |
| Brennerstraße 54 ·                         | Friedrich Bohn                     | Hier wohnte Friedrich Bohn Jg. 1904 verhaftet 1940 KZ Sachsenhausen ermordet 22.2.1943                                                                                              |                                 | Eintrag auf stolpersteine-hamburg.de Stolperstein liegt im Gehwegpflaster links von der Auffahrt zum Grundstück |
| Brennerstraße 58 ·                         | Erna Müller                        | Hier wohnte Erna Müller Jg. 1898 verhaftet 22.4.1939 ‚unangepasstes Verhalten‘ 1941 Polizeigefängnis Hamburg-Hütten deportiert Auschwitz ermordet 22.10.1942                        |                                 | Eintrag auf stolpersteine-hamburg.de wurde im Juni 2022 ausgetauscht (vorheriger Stein) |
| Danziger Straße 6 ·                        | Wilhelmine Cammann                 | Hier wohnte Wilhelmine Cammann Jg. 1885 eingewiesen 1926 Alsterdorfer Anstalten verlegt 16.8.1943 Am Steinhof Wien ermordet 10.6.1944                                               |                                 | Eintrag auf stolpersteine-hamburg.de |
| Danziger Straße 14 ·                       | Amalie Leser geb. Janower          | Hier wohnte Amalie Leser geb. Janower Jg. 1896 deportiert 1941 Riga KZ Stutthof ???                                                                                                 |                                 | Eintrag auf stolpersteine-hamburg.de Straßenecke, rechts vom Eingang Ein weiterer Stolperstein befindet sich in Hamburg-Eppendorf.                                                                                    |
| Danziger Straße 14 ·                       | Hans Siegbert Leser                | Hier wohnte Hans Siegbert Leser Jg. 1924 deportiert 1941 Riga ??? |                                 | Eintrag auf stolpersteine-hamburg.de Straßenecke, rechts vom Eingang Ein weiterer Stolperstein befindet sich in Hamburg-Eppendorf.                                                                                    |
| Danziger Straße 14 ·                       | Siegbert Leser                     | Hier wohnte Siegbert Leser Jg. 1888 deportiert 1941 Riga ??? |                                 | Eintrag auf stolpersteine-hamburg.de Straßenecke, rechts vom Eingang Ein weiterer Stolperstein befindet sich in Hamburg-Eppendorf.                                                                                    |
| Danziger Straße 19 ·                       | Emilie Warnecke                    | Hier wohnte Emilie Warnecke Jg. 1876 eingewiesen 1885 Alsterdorfer Anstalten ‚verlegt‘ 16.8.1943 ‚Heilanstalt‘ Am Steinhof/Wien ermordet 4.3.1944                                   |                                 | Eintrag auf stolpersteine-hamburg.de |
| Danziger Straße 22 ·                       | Heinrich Harf                      | Hier wohnte Heinrich Harf Jg. 1904 verhaftet 1936 Lager Breendonk/Belgien ermordet 15.7.1941                                                                                        |                                 | Eintrag auf stolpersteine-hamburg.de |
| Ernst-Merck-Straße 6 ·                     | Otto Philippson                    | Hier wohnte Dr. Otto Philippson Jg. 1897 1938 KZ Fuhlsbüttel deportiert 1941 Łodz ermordet 14.3.1942                                                                                |                                 | Eintrag auf stolpersteine-hamburg.de vor dem Eingang |
| Ferdinand-Beit-Straße / Ecke Stiftstraße · | Hermann Winkelmann                 | Hier wohnte Hermann Winkelmann Jg. 1900 mehrmals verhaftet zuletzt 1942 Emslandlager tot an Haftfolgen 30.08.1943                                                                   |                                 | Eintrag auf stolpersteine-hamburg.de Stolperstein liegt in der Zufahrt zum Berliner Tor Center |
| Ferdinand-Beit-Straße 12 ·                 | Wilhelm Kölpien                    | Hier wohnte Wilhelm Kölpien Jg. 1907 verhaftet 1934-1935 Fuhlsbüttel tot an Haftfolgen 17.10.1935 Krankenhaus St. Georg                                                             |                                 | Eintrag auf stolpersteine-hamburg.de Stolperstein liegt im Gehwegpflaster des Verbindungsweges |
| Greifswalder Straße ·                      | Heinrich Frederig                  | Hier wohnte Heinrich Frederig Jg. 1901 deportiert KZ Sachsenhausen ermordet März 1945                                                                                               |                                 | Eintrag auf stolpersteine-hamburg.de links vom Helmuth-Hübener-Gang |
| Greifswalder Straße ·                      | Heinz Prager                       | Hier wohnte Heinz Prager Jg. 1918 verhaftet 1943 Berlin-Plötzensee 1944 ‚Heilanstalt‘ Langenhorn tot an Haftfolgen 16.2.1945                                                        |                                 | Eintrag auf stolpersteine-hamburg.de rechts vom Helmuth-Hübener-Gang |
| Greifswalder Straße ·                      | Claus Harder                       | Hier wohnte Claus Harder Jg. 1936 eingewiesen 1943 Alsterdorfer Anstalten ‚verlegt‘ 7.8.1943 Heilanstalt Eichberg ermordet 13.8.1943                                                |                                 | Eintrag auf stolpersteine-hamburg.de rechts von der Einfahrt zur Tiefgarage Senator-Hotel wurde im Juni 2022 ausgetauscht (vorheriger Stein)                                                                          |
| Greifswalder Straße ·                      | Peter Kolodziejcyk                 | Hier wohnte Peter Kolodziejcyk Jg. 1878 verhaftet 1941 KZ Fuhlsbüttel tot an Haftfolgen 21.11.1941                                                                                  |                                 | Eintrag auf stolpersteine-hamburg.de rechts von der Einfahrt zur Tiefgarage Senator-Hotel |
| Greifswalder Straße 1 ·                    | Fritz Wendt                        | Hier wohnte Fritz Wendt Jg. 1891 verhaftet 1938 KZ Fuhlsbüttel Sachsenhausen ermordet 5.8.1940                                                                                      |                                 | Eintrag auf stolpersteine-hamburg.de Ecke, vor dem Eingang zu Textilmarkt |
| Greifswalder Straße 42 ·                   | Carl Philippsohn                   | Hier wohnte Carl Philippsohn Jg. 1896 verhaftet 1940 Untersuchungsgefängnis Hamburg deportiert Auschwitz ermordet 18.2.1943                                                         |                                 | Eintrag auf stolpersteine-hamburg.de |
| Greifswalder Straße 42 ·                   | Leopold Wallach                    | Hier wohnte Leopold Wallach Jg. 1885 verhaftet 12.2.1938 Dachau 1938 Buchenwald ermordet 17.2.1940                                                                                  |                                 | Eintrag auf stolpersteine-hamburg.de |
| Greifswalder Straße 68 ·                   | Isidor Hirschfeld                  | Hier wohnte Isidor Hirschfeld Jg. 1874 Deportiert 1941 Ermordet 21.10.1942 Minsk |                                 | Eintrag auf stolpersteine-hamburg.de |
| Greifswalder Straße 68 ·                   | Käthchen Hirschfeld geb. Neufeld   | Hier wohnte Käthchen Hirschfeld geb. Neufeld Jg. 1887 Deportiert 1941 Ermordet in Minsk                                                                                             |                                 | Eintrag auf stolpersteine-hamburg.de |
| Hansaplatz 4 ·                             | Anna Keldorf                       | Hier wohnte Anna Keldorf Jg. 1897 mehrfach verhaftet zuletzt 1942 Frauenzuchthaus Aichach ermordet 10.7.1943 Auschwitz                                                              |                                 | Eintrag auf stolpersteine-hamburg.de |
| Hansaplatz 8 ·                             | Wilhelm Nebelung                   | Hier wohnte Wilhelm Nebelung Jg. 1893 verhaftet 1936 Mauthausen ermordet |                                 | Eintrag auf stolpersteine-hamburg.de vor Eingang |
| Hansaplatz 12 ·                            | Gertrud Mendel geb. Jacob          | Hier wohnte Gertrud Mendel geb. Jacob Jg. 1897 deportiert 1942 Theresienstadt 1944 Auschwitz Stutthof ermordet 14.10.1944                                                           |                                 | Eintrag auf stolpersteine-hamburg.de vor Eingang |
| Hansaplatz 12 ·                            | Manfred Martin Mendel              | Hier wohnte Manfred Martin Mendel Jg. 1878 deportiert 1942 Theresienstadt ermordet 8.8.1942                                                                                         |                                 | Eintrag auf stolpersteine-hamburg.de vor Eingang |
| Hansaplatz 13 ·                            | August Haucke                      | Hier wohnte August Haucke Jg. 1890 verhaftet 1935 Neuengamme kastriert tot 3.5.1945                                                                                                 |                                 | Eintrag auf stolpersteine-hamburg.de vor Eingang |
| Helmuth-Hübener-Gang ·                     | Erna Dancker                       | Hier wohnte Erna Dancker Jg. 1910 eingewiesen 1929 Alsterdorfer Anstalten ‚verlegt‘ 16.8.1943 Heilanstalt Am Steinhof/Wien ermordet 2.12.1944                                       |                                 | Eintrag auf stolpersteine-hamburg.de rechts vom Helmuth-Hübener-Gang Ecke Greifswalder Straße |
| Holzdamm 42 ·                              | Friedrich Kaefer                   | Hier wohnte Friedrich Kaefer Jg. 1920 inhaftiert Brandenburg-Görden enthauptet 26.9.1942                                                                                            |                                 | Eintrag auf stolpersteine-hamburg.de vor dem Eingang |
| Holzdamm 42 ·                              | Emma Kalek                         | Hier wohnte Emma Kalek Jg. 1916 eingewiesen 1925 Alsterdorfer Anstalten ‚verlegt‘ 1.8.1941 Heilanstalt Tiegenhof ermordet 17.5.1943                                                 |                                 | Eintrag auf stolpersteine-hamburg.de |
| Kirchenallee 39 ·                          | Ernst Hagemann                     | Hier wirkte Ernst Hagemann Jg. 1896 verhaftet 1939 KZ Fuhlsbüttel Sachsenhausen ermordet 15.2.1942                                                                                  |                                 | Eintrag auf stolpersteine-hamburg.de Der Stolperstein liegt vor dem Theatereingang. |
| Kirchenallee 39 ·                          | Julius Kobler                      | Hier wirkte Julius Kobler Jg. 1866 gedemütigt / entrechtet Behandlung verweigert tot 22.6.1942                                                                                      |                                 | Eintrag auf stolpersteine-hamburg.de Ein weiterer Stolperstein befindet sich in Hamburg-Harvestehude. Der Stolperstein liegt vor dem Theatereingang.                                                                  |
| Kirchenallee 43 ·                          | Alice Elkeles                      | Hier wohnte Alice Elkeles Jg. 1894 eingewiesen 1935 Heilanstalt Langenhorn ‚verlegt‘ 23.9.1940 Brandenburg ermordet 23.9.1940 ‚Aktion T4‘                                           | Stolperstein für Alice Elkeles  | Eintrag auf stolpersteine-hamburg.de |
| Kirchenweg 10 ·                            | Emma Levy                          | Hier wohnte Emma Levy Jg. 1879 deportiert 1943 Theresienstadt 1944 Auschwitz ermordet                                                                                               |                                 | Eintrag auf stolpersteine-hamburg.de |
| Kleiner Pulverteich 18 ·                   | Walter Kortz                       | Hier wohnte Walter Kortz Jg. 1899 deportiert KZ Sachsenhausen ermordet 20.3.1940 |                                 | Eintrag auf stolpersteine-hamburg.de Eckgrundstück, rechts von Einfahrt, gegenüber Nr. 17 |
| Koppel 18 ·                                | Gertrud Jachinski                  | Hier wohnte Gertrud Jachinski Jg. 1918 ‚Schutzhaft‘ 1940 Gefängnis Fuhlsbüttel KZ Ravensbrück ‚verlegt‘ 1.3.1942 Bernburg ermordet 5.3.1942                                         |                                 | Eintrag auf stolpersteine-hamburg.de wurde im Juni 2025 ausgetauscht (vorheriger Stein) |
| Koppel 26 ·                                | Emanuel Bruck                      | Hier wohnte Dr. Emanuel Bruck Jg. 1901 inhaftiert KZ Neuengamme 1942 KZ Dachau ermordet 29.8.1942                                                                                   |                                 | Eintrag auf stolpersteine-hamburg.de vor dem Eingang |
| Koppel 50 ·                                | Theodor Rehbehn                    | Hier wohnte Theodor Rehbehn Jg. 1901 im Widerstand verhaftet 1941 Zuchthaus Waldheim 1944 Neuengamme Cap Arcona tot 3.5.1945 Neustädter Bucht                                       |                                 | Eintrag auf stolpersteine-hamburg.de |
| Koppel 87 ·                                | John Cohn                          | Hier wohnte John Cohn Jg. 1869 deportiert 1942 Theresienstadt ermordet 2.12.1942 |                                 | Eintrag auf stolpersteine-hamburg.de zwischen Kellereingang und Hauseingang |
| Koppel 92 ·                                | Majer Jakob Bernstein              | Hier wohnte Majer Jakob Bernstein Jg. 1890 verhaftet KZ Sachsenhausen ermordet 12.5.1940                                                                                            |                                 | Eintrag auf stolpersteine-hamburg.de vor Eingang |
| Koppel 102 ·                               | Gerhard Feige                      | Hier wohnte Gerhard Feige Jg. 1926 eingewiesen 1939 Alsterdorfer Anstalten ‚verlegt‘ 1941 Heilanstalt Tiegenhof ermordet 12.12.1942                                                 |                                 | Eintrag auf stolpersteine-hamburg.de |
| Kreuzweg 7 ·                               | Herbert Krohn                      | Hier wohnte Herbert Krohn Jg. 1912 deportiert 1942 Auschwitz ermordet 7.9.1942 |                                 | Eintrag auf stolpersteine-hamburg.de |
| Kreuzweg 7 ·                               | Alfred Sachs                       | Hier wohnte Alfred Sachs Jg. 1880 deportiert 1941 Łodz/Litzmannstadt ermordet 14.2.1942                                                                                             |                                 | Eintrag auf stolpersteine-hamburg.de Die Verlegung war vor Hausnr. 13 angekündigt, die es nicht mehr gibt. |
| Kreuzweg 10 ·                              | Lucy Schilling geb. Marcus         | Hier wohnte Lucy Schilling geb. Marcus Jg. 1889 deportiert 1941 Lodz/Litzmannstadt ermordet                                                                                         |                                 | Eintrag auf stolpersteine-hamburg.de |
| Kreuzweg 20 ·                              | Martha Frank geb. Behrens          | Hier wohnte Martha Frank geb. Behrens Jg. 1879 deportiert 1943 Auschwitz ermordet                                                                                                   |                                 | Eintrag auf stolpersteine-hamburg.de vor Hausnummer 12 verlegt |
| Kreuzweg 26 ·                              | Julius Lewinnek                    | Hier wohnte Dr. Julius Lewinnek Jg. 1874 Flucht Holland deportiert 1943 ermordet in Sobibor                                                                                         |                                 | Eintrag auf stolpersteine-hamburg.de vor Hausnummer 12 verlegt |
| Kreuzweg 26 ·                              | Paula Lewinnek geb. Kahn           | Hier wohnte Paula Lewinnek geb. Kahn Jg. 1885 Flucht Holland deportiert 1943 ermordet in Sobibor                                                                                    |                                 | Eintrag auf stolpersteine-hamburg.de vor Hausnummer 12 verlegt |
| Kurt-Schumacher-Allee 10 ·                 | Wilhelm Bock                       | Hier arbeitete Wilhelm Bock Jg. 1886 verhaftet 1938 ‚Hochverrat‘ Gefängnis Fuhlsbüttel 1940 Sachsenhausen ermordet 21.8.1940                                                        |                                 | Eintrag auf stolpersteine-hamburg.de Ein weiterer Stolperstein befindet sich in Hamburg-Eppendorf. |
| Kurt-Schumacher-Allee 10 ·                 | Karl Meitmann                      | Hier arbeitete Karl Meitmann Jg. 1891 im Widerstand/SPD 1933 mehrmals verhaftet KZ Fuhlsbüttel schwer misshandelt unfreiwillig verzogen 1933 Westpreußen, Berlin mit Hilfe überlebt |                                 | Eintrag auf stolpersteine-hamburg.de |
| Kurt-Schumacher-Allee 10 ·                 | Ludwig Wellhausen                  | Hier arbeitete Ludwig Wellhausen Jg. 1884 verhaftet 1939 ‚Landesverrat‘ Zuchthaus Magdeburg 1939 Sachsenhausen ermordet 4.1.1940                                                    |                                 | Eintrag auf stolpersteine-hamburg.de Weitere Stolpersteine befinden sich in Fuhlsbüttel und in Magdeburg-Reform. |
| Lange Reihe 39 ·                           | Margarethe Wolfsohn geb. Cohn      | Hier wohnte Margarethe Wolfsohn geb. Cohn Jg. 1885 deportiert 1942 Theresienstadt 1942 Treblinka ermordet                                                                           |                                 | Eintrag auf stolpersteine-hamburg.de Ein weiterer Stolperstein befindet sich in Hamburg-Harvestehude. |
| Lange Reihe 39 ·                           | Max Wolfsohn                       | Hier wohnte Max Wolfsohn Jg. 1872 deportiert 1942 Theresienstadt 1942 Treblinka ermordet                                                                                            |                                 | Eintrag auf stolpersteine-hamburg.de Ein weiterer Stolperstein befindet sich in Hamburg-Harvestehude. |
| Lange Reihe 58 ·                           | Hanna Meyberg                      | Hier wohnte Hanna Meyberg Jg. 1907 deportiert 1941 Riga ??? |                                 | Eintrag auf stolpersteine-hamburg.de Ein weiterer Stolperstein befindet sich in Hamburg-Wandsbek. |
| Lange Reihe 58 ·                           | Erna Fratje Michelsohn geb. Hirsch | Hier wohnte Erna Fratje Michelsohn geb. Hirsch Jg. 1882 1938 KZ Fuhlsbüttel deportiert 1943 Auschwitz ???                                                                           |                                 | Eintrag auf stolpersteine-hamburg.de Ein weiterer Stolperstein befindet sich in Hamburg-Wandsbek. |
| Lange Reihe 58 ·                           | Oscar Ludwig Michelsohn            | Hier wohnte Oscar Ludwig Michelsohn Jg. 1904 deportiert 1943 Auschwitz ??? |                                 | Eintrag auf stolpersteine-hamburg.de Ein weiterer Stolperstein befindet sich in Hamburg-Wandsbekh. |
| Lange Reihe 76 ·                           | Friedrich Stern                    | Hier wohnte Friedrich Stern Jg. 1901 deportiert 1941 Minsk ??? |                                 | Eintrag auf stolpersteine-hamburg.de |
| Lange Reihe 77 ·                           | Berthold Freundlich                | Hier wohnte Berthold Freundlich Jg. 1889 verhaftet 1938 KZ Fuhlsbüttel Sachsenhausen ermordet 19.10.1942                                                                            |                                 | Eintrag auf stolpersteine-hamburg.de rechts vom Durchgang |
| Lange Reihe 83 ·                           | Kurt Baruch                        | Hier wohnte Kurt Baruch Jg. 1897 verhaftet 1942 Neuengamme ermordet 9.6.1942 |                                 | Eintrag auf stolpersteine-hamburg.de links vom Restaurant-Eingang |
| Lange Reihe 84 ·                           | Sophie Goldstein                   | Hier wohnte Sophie Goldstein Jg. 1875 KZ Fuhlsbüttel KZ Sachsenhausen Freitod 4.12.1941                                                                                             |                                 | Eintrag auf stolpersteine-hamburg.de |
| Lange Reihe 93 ·                           | Siegmund Jacobsohn                 | Hier wohnte Siegmund Jacobsohn Jg. 1881 deportiert 1841 ermordet in Riga |                                 | Eintrag auf stolpersteine-hamburg.de |
| Lange Reihe 93 ·                           | Adolph Mannheimer                  | Hier wohnte Adolph Mannheimer Jg. 1878 deportiert 1941 Minsk ??? |                                 | Eintrag auf stolpersteine-hamburg.de |
| Lange Reihe 102 ·                          | Alwine Grahmann                    | Hier wohnte Alwine Grahmann Jg. 1893 deportiert 1943 Theresienstadt 1944 Auschwitz ermordet                                                                                         |                                 | Eintrag auf stolpersteine-hamburg.de |
| Lange Reihe 108 ·                          | Alfred Hochfeld                    | Hier wohnte Alfred Hochfeld Jg. 1881 deportiert 1942 Theresienstadt 1944 Auschwitz ermordet                                                                                         |                                 | Eintrag auf stolpersteine-hamburg.de |
| Lange Reihe 108 ·                          | Julie Hochfeld geb. Linz           | Hier wohnte Julie Hochfeld geb. Linz Jg. 1880 deportiert 1942 Theresienstadt 1944 Auschwitz ermordet                                                                                |                                 | Eintrag auf stolpersteine-hamburg.de |
| Lange Reihe 108 ·                          | Isidor Rothfels                    | Hier wohnte Isidor Rothfels Jg. 1896 deportiert 1941 Minsk ??? |                                 | Eintrag auf stolpersteine-hamburg.de |
| Lange Reihe 108 ·                          | Kurt Speyer                        | Hier wohnte Kurt Speyer Jg. 1880 deportiert Auschwitz ermordet 9.6.1943 |                                 | Eintrag auf stolpersteine-hamburg.de |
| Lange Reihe 111 ·                          | Franz Grünfeld                     | Hier wohnte Franz Grünfeld Jg. 1900 deportiert 1941 ermordet in Minsk |                                 | Eintrag auf stolpersteine-hamburg.de |
| Lange Reihe 111 ·                          | Ruth Körbchen                      | Hier wohnte Ruth Körbchen Jg. 1887 deportiert 1941 Łodz weiterdeportiert 42 ??? |                                 | Eintrag auf stolpersteine-hamburg.de für die Mutter und den Bruder wurden am 17. August 2012 drei Stolpersteine in Geldern verlegt.                                                                                   |
| Lange Reihe 111 ·                          | Günther Pinkus                     | Hier wohnte Günther Pinkus Jg. 1918 deportiert 1941 Minsk ??? |                                 | Eintrag auf stolpersteine-hamburg.de |
| Lange Reihe 111 ·                          | Herbert Pinkus                     | Hier wohnte Herbert Pinkus Jg. 1917 deportiert 1941 ermordet in Minsk |                                 | Eintrag auf stolpersteine-hamburg.de |
| Lange Reihe 111 ·                          | Johanna Pinkus geb. Treitel        | Hier wohnte Johanna Pinkus geb. Treitel Jg. 1887 deportiert 1941 Minsk ??? |                                 | Eintrag auf stolpersteine-hamburg.de |
| Lange Reihe 117 ·                          | Jenny Freundlich                   | Hier wohnte Jenny Freundlich Jg. 1904 ‚Schutzhaft‘ 1939 KZ Fuhlsbüttel deportiert 1941 Łodz/Litzmannstadt ermordet                                                                  |                                 | Eintrag auf stolpersteine-hamburg.de |
| Lindenstraße 9 ·                           | Anita Dombrowski geb. Damman       | Hier wohnte Anita Dombrowski geb. Damman Jg. 1896 verhaftet 1941 KZ Fuhlsbüttel 1942 Ravensbrück deportiert 1942 Auschwitz ermordet 9.10.1942                                       |                                 | Eintrag auf stolpersteine-hamburg.de |
| Lindenstraße 21 ·                          | Marta Kureck                       | Hier wohnte Marta Kureck Jg. 1899 deportiert Auschwitz ermordet 21.2.1943 |                                 | Eintrag auf stolpersteine-hamburg.de |
| Lohmühlenstraße 1 ·                        | Franz Oppens                       | Hier wohnte Dr. Franz Oppens Jg. 1876 verhaftet 1944 deportiert 1944 Auschwitz ermordet                                                                                             |                                 | Eintrag auf stolpersteine-hamburg.de |
| Lohmühlenstraße 74 ·                       | Anton Wohinz                       | Hier wohnte Anton Wohinz Jg. 1910 Haft in Fuhlsbüttel ermordet 16.2.1943 |                                 | Stolperstein liegt rechts neben der Einmündung des Wegs zum U-Bahn-Eingang; wurde nach Altona-Altstadt verlegt, ohne dass der Stein in St. Georg entfernt wurde                                                       |
| Lübeckertordamm 4 ·                        | Franz Oppens                       | Dr. Franz Oppens Reichsfinanzrat Jg. 1876 verhaftet 1944 deportiert 1944 Auschwitz ermordet                                                                                         |                                 | Eintrag auf stolpersteine-hamburg.de |
| Nagelsweg 19 ·                             | Alfred Max Brandler                | Hier wohnte Alfred Max Brandler Jg. 1912 ‚Schutzhaft‘ 1938 deportiert 1941 Ghetto Minsk ermordet 17.4.1942                                                                          |                                 | Eintrag auf stolpersteine-hamburg.de |
| Nagelsweg 19 ·                             | Alfred Friedländer                 | Hier wohnte Alfred Friedländer Jg. 1887 deportiert 1941 Łodz/Litzmannstadt ermordet 16.3.1942                                                                                       |                                 | Eintrag auf stolpersteine-hamburg.de |
| Nagelsweg 19 ·                             | Margarethe Massong geb. Heymann    | Hier wohnte Margarethe Massong geb. Heymann Jg. 1898 verhaftet 1937 Gefängnis Fuhlsbüttel 1939 KZ Ravensbrück verlegt März 1942 Bernburg ermordet März 1942                         |                                 | Eintrag auf stolpersteine-hamburg.de |
| Norderstraße 101b ·                        | Henry Zeidler                      | Hier wohnte Henry Zeidler Jg. 1891 mehrmals verhaftet zuletzt 1938 Lager Rodgau Sachsenhausen verlegt 1941 Pirna/Sonnenstein ermordet                                               |                                 | Eintrag auf stolpersteine-hamburg.de rechts vor dem Gebäude, Straße, zwischen Poller |
| Pulverteich 37 ·                           | Johanna Scheier geb. Weil          | Hier wohnte Johanna Scheier geb. Weil Jg. 1909 verhaftet 1940 KZ Fuhlsbüttel KZ Ravensbrück ‚verlegt‘ März 1942 Heilanstalt Bernburg ermordet 27.3.1942                             |                                 | Eintrag auf stolpersteine-hamburg.de |
| Revaler Straße / Ecke Stiftstr. ·          | Fred Stern                         | Hier wohnte Fred Stern Jg. 1911 gedemütigt/entrechtet Flucht in den Tod 23.3.1944                                                                                                   | Stolperstein für Fred Stern     | Eintrag auf stolpersteine-hamburg.de |
| Revaler Straße 46 ·                        | Esther Eulenstein geb. Friedner    | Hier wohnte Esther Eulenstein geb. Friedner Jg. 1879 deportiert 1941 Łodz ??? |                                 | Eintrag auf stolpersteine-hamburg.de in der Straßenmitte |
| Rostocker Straße 1 ·                       | Alwin Lilienthal                   | Hier wohnte Alwin Lilienthal Jg. 1907 verhaftet KZ Fuhlsbüttel ermordet 10.7.1937                                                                                                   |                                 | Eintrag auf stolpersteine-hamburg.de vor Eingang |
| Rostocker Straße 8 ·                       | Emil Gramkow                       | Hier arbeitete Emil Gramkow Jg. 1899 verhaftet ‚Frontbewährung‘ Königshütte Oberschlesien tot 8.8.1944                                                                              |                                 | Eintrag auf stolpersteine-hamburg.de |
| Rostocker Straße 8 ·                       | Robert Rönnau                      | Hier wohnte Robert Rönnau Jg. 1885 Haft 1939–1940 Gefängnis Fuhlsbüttel Flucht in den Tod Oktober 1941                                                                              |                                 | Eintrag auf stolpersteine-hamburg.de vor Eingang |
| Rostocker Straße 16 ·                      | Ida Ehmcke                         | Hier wohnte Ida Ehmcke Jg. 1896 eingewiesen 1910 Alsterdorfer Anstalten ‚verlegt‘ 16.8.1943 Am Steinhof Wien ermordet 30.8.1944                                                     |                                 | Eintrag auf stolpersteine-hamburg.de |
| Rostocker Straße 16 ·                      | Martin Schallmach                  | Hier wohnte Martin Schallmach Jg. 1900 deportiert 1941 Łodz/Litzmannstadt ermordet                                                                                                  |                                 | Eintrag auf stolpersteine-hamburg.de |
| Rostocker Straße 16b ·                     | Eduard Reinitz                     | Hier wohnte Eduard Reinitz Jg. 1936 eingewiesen 1938 Alsterdorfer Anstalten ‚verlegt‘ 10.8.1943 ‚Heilanstalt‘ Mainkofen ermordet 27.12.1944                                         |                                 | Eintrag auf stolpersteine-hamburg.de |
| Rostocker Straße 42 ·                      | Karl Müller                        | Hier wohnte Karl Müller Jg. 1907 verhaftet 1936 Emslandlager ermordet 10.5.1942 Buchenwald                                                                                          |                                 | Eintrag auf stolpersteine-hamburg.de vor der Hofeinfahrt |
| Rostocker Straße 44 ·                      | Elsa Breslauer geb. Grünfeld       | Hier wohnte Elsa Breslauer geb. Grünfeld Jg. 1875 deportiert 1942 Theresienstadt ermordet 20.5.1943                                                                                 |                                 | Eintrag auf stolpersteine-hamburg.de |
| Rostocker Straße 44 ·                      | Fritz Breslauer                    | Hier wohnte Fritz Breslauer Jg. 1871 deportiert 1942 Theresienstadt ermordet 9.8.1943                                                                                               |                                 | Eintrag auf stolpersteine-hamburg.de |
| St. Georgs Kirchhof 6 ·                    | Hertha Sobietzki geb. Kozy         | Hier wohnte Hertha Sobietzki geb. Kozy Jg. 1899 verhaftet 1940 KZ Fuhlsbüttel Ravensbrück ‚Heilanstalt‘ Bernburg ermordet Anfang 1942                                               |                                 | Eintrag auf stolpersteine-hamburg.de |
| St. Georgs Kirchhof 7 ·                    | Max Karfunkel                      | Hier wohnte Max Karfunkel Jg. 1872 verhaftet 1938 KZ Fuhlsbüttel Sachsenhausen entlassen 1938 deportiert 1942 Theresienstadt ermordet 21.1.1943                                     |                                 | Eintrag auf stolpersteine-hamburg.de |
| St. Georgs Kirchhof 26 ·                   | Ernst Fiering                      | Hier wohnte E.H. Henry Fiering Jg. 1887 KPD gehenkt am 23.4.1945 im KZ Neuengamme                                                                                                   |                                 | Eintrag auf stolpersteine-hamburg.de vor dem Eingang |
| St. Georgs Kirchhof 26 ·                   | Sophie Marie Fiering               | Hier wohnte Sophie Marie Fiering Jg. 1897 KPD gehenkt am 23.4.1945 im KZ Neuengamme                                                                                                 |                                 | Eintrag auf stolpersteine-hamburg.de vor dem Eingang |
| St. Georgstraße 8 ·                        | Karl Preiksch                      | Hier wohnte Karl Preiksch Jg. 1909 verhaftet 6.11.1936 § 175 KZ Fuhlsbüttel Neuengamme entlassen 1937 1940 Neuengamme ermordet 28.8.1944                                            |                                 | Eintrag auf stolpersteine-hamburg.de |
| Schmilinskystraße 24 ·                     | Rosa Loebel geb. Hertz             | Hier wohnte Rosa Loebel geb. Hertz Jg. 1866 deportiert 1942 Theresienstadt Minsk ???                                                                                                |                                 | Eintrag auf stolpersteine-hamburg.de vor Eingang |
| Schmilinskystraße 25 ·                     | Cäsar Meyer                        | Hier wohnte Cäsar Meyer Jg. 1902 entrechtet/gedemütigt Gefängnis Hamburg ermordet 1.2.1945                                                                                          |                                 | Eintrag auf stolpersteine-hamburg.de vor Eingang |
| Schmilinskystraße 45 ·                     | Alfred Gerson                      | Hier wohnte Alfred Gerson Jg. 1863 gedemütigt/entrechtet Flucht in den Tod 14.11.1940                                                                                               |                                 | Eintrag auf stolpersteine-hamburg.de vor dem Eingang |
| Schmilinskystraße 45 ·                     | Bertha Waldbaum geb. Gottlieb      | Hier wohnte Bertha Waldbaum geb. Gottlieb Jg. 1892 Flucht 1931 Holland interniert Westerbork deportiert 1943 ermordet in Sobibor                                                    |                                 | Eintrag auf stolpersteine-hamburg.de vor dem Eingang |
| Schmilinskystraße 45 ·                     | Hugo Waldbaum                      | Hier wohnte Hugo Waldbaum Jg. 1892 Flucht Holland interniert Westerbork deportiert 1943 ermordet in Sobibor                                                                         |                                 | Eintrag auf stolpersteine-hamburg.de vor dem Eingang |
| Schmilinskystraße 60 ·                     | Dorothea Petersen                  | Hier wohnte Dorothea Petersen Jg. 1896 mehrmals verhaftet zuletzt verurteilt 1941 Gefängnis Fuhlsbüttel deportiert 1942 Auschwitz ermordet 2.12.1942                                |                                 | Eintrag auf stolpersteine-hamburg.de |
| Schmilinskystraße 60–68 ·                  | Harry Rothstein                    | Hier wohnte Harry Rothstein Jg. 1924 eingewiesen 1938 Versorgungsheim Farmsen deportiert ermordet in Auschwitz                                                                      |                                 | Eintrag auf stolpersteine-hamburg.de |
| Schmilinskystraße 78 ·                     | Otto Aron                          | Hier wohnte Otto Aron Jg. 1875 mehrmals verhaftet zuletzt 1939 KZ Fuhlsbüttel ermordet 17.12.1940 Sachsenhausen                                                                     |                                 | Eintrag auf stolpersteine-hamburg.de vor dem Eingang |
| Soester Straße 18 ·                        | Anna Zieseberg                     | Hier wohnte Anna Zieseberg geb. Harm Jg. 1864 eingewiesen 1935 Alsterdorfer Anstalten ‚verlegt‘ 16.8.1943 Heilanstalt Am Steinhof/Wien ermordet 28.1.1945                           |                                 | Eintrag auf stolpersteine-hamburg.de verlegt ggü. Nr. 46 |
| Soester Straße ggü. Nr. 46 ·               | Auguste Renner                     | Hier wohnte Auguste Renner Jg. 1892 deportiert 1941 Ghetto Minsk ermordet |                                 | Eintrag auf stolpersteine-hamburg.de |
| Soester Straße ggü. Nr. 46 ·               | Clara Renner geb. Geller           | Hier wohnte Clara Renner geb. Geller Jg. 1895 deportiert 1941 Ghetto Minsk ermordet                                                                                                 |                                 | Eintrag auf stolpersteine-hamburg.de |
| Steindamm 3 ·                              | Paul Seyer                         | Hier wohnte Paul Seyer Jg. 1899 verhaftet 1937/39/41 Fuhlsbüttel Neuengamme ermordet 10.2.1943                                                                                      |                                 | Eintrag auf stolpersteine-hamburg.de Gebäudefront-Mitte, vor Wohnungseingang |
| Steindamm 12 ·                             | Harry Gottschalk                   | Hier wohnte Harry Gottschalk Jg. 1886 verhaftet 1938 KZ Fuhlsbüttel ermordet 2.9.1942 Dachau                                                                                        |                                 | Eintrag auf stolpersteine-hamburg.de |
| Steindamm 12 ·                             | Else Jacobsohn geb. Rosenblum      | Hier wohnte Else Jacobsohn geb. Rosenblum Jg. 1882 deportiert 1941 Minsk ermordet                                                                                                   |                                 | Eintrag auf stolpersteine-hamburg.de |
| Steindamm 12 ·                             | Manfred Jacobsohn                  | Hier wohnte Manfred Jacobsohn Jg. 1922 Flucht 1938 Holland interniert Westerbork deportiert 1943 ermordet in Auschwitz                                                              |                                 | Eintrag auf stolpersteine-hamburg.de |
| Steindamm 17 ·                             | Friedrich Martin Stoltenberg       | Hier arbeitete Friedrich Martin Stoltenberg Jg. 1895 im Widerstand verhaftet 1944 KZ Fuhlsbüttel Neuengamme tot an Haftfolgen 6.4.1945 UG Hamburg                                   |                                 | Eintrag auf stolpersteine-hamburg.de Ein weiterer Stolperstein befindet sich in Hamburg-Eimsbüttel. |
| Steindamm 19 ·                             | Hans-Peter Nielsen                 | Hier wohnte Hans-Peter Nielsen Jg. 1909 eingewiesen 1943 Heil- und Pflegeanstalt Mainkofen tot 20.2.1944 mangelnde Pflege                                                           |                                 | Eintrag auf stolpersteine-hamburg.de |
| Steindamm 20 ·                             | Karl Sander                        | Hier wohnte Karl Sander Jg. 1884 verhaftet 1939 KZ Fuhlsbüttel 1939 Gefängnis Hamburg 1943 KZ Fuhlsbüttel deportiert 1943 Auschwitz ermordet 22.2.1943                              |                                 | Eintrag auf stolpersteine-hamburg.de |
| Steindamm 21 ·                             | Robert Löwenstein                  | Hier wohnte Robert Löwenstein Jg. 1909 Flucht Belgien interniert Mechelen deportiert 1942 Auschwitz ermordet 5.10.1942                                                              |                                 | Eintrag auf stolpersteine-hamburg.de |
| Steindamm 68 ·                             | Robert Zwicker                     | Hier wohnte Robert Zwicker Jg. 1907 verhaftet 17.4.1940 ‚unangepasstes Verhalten‘ verurteilt 3.8.1940 UG Hamburg hingerichtet 10.10.1940                                            |                                 | Eintrag auf stolpersteine-hamburg.de |
| Steindamm 72 ·                             | Walter Lüders                      | Hier wohnte Walter Lüders Jg. 1896 KPO 1933–36 KZ Fuhlsbüttel 1942 KZ Neuengamme August 1945 Lager Stalino Donez ???                                                                |                                 | Eintrag auf stolpersteine-hamburg.de zwischen Polizei und Bank, links vom Baum |
| Steindamm 93 ·                             | Heinrich Roth                      | Hier wohnte Heinrich Roth Jg. 1907 deportiert KZ Neuengamme Cap Arcona/versenkt ertrunken 3.5.1945                                                                                  |                                 | Eintrag auf stolpersteine-hamburg.de rechts vom Eingang |
| Steindamm 98 ·                             | Gutla Goldmann geb. Beck           | Hier wohnte Gutla Goldmann geb. Beck Jg. 1895 ‚Polenaktion‘ 1938 Bentschen/Zbaszyn deportiert ermordet in Auschwitz                                                                 |                                 | Eintrag auf stolpersteine-hamburg.de |
| Steindamm 98 ·                             | Marion Malke Goldmann              | Hier wohnte Marion Malke Goldmann Jg. 1936 ‚Polenaktion‘ 1938 Bentschen/Zbaszyn deportiert ermordet in Auschwitz                                                                    |                                 | Eintrag auf stolpersteine-hamburg.de |
| Steindamm 98 ·                             | Meier Moritz Goldmann              | Hier wohnte Meier Moritz Goldmann Jg. 1910 ‚Polenaktion‘ 1938 Bentschen/Zbaszyn deportiert ermordet in Auschwitz                                                                    |                                 | Eintrag auf stolpersteine-hamburg.de |
| Steintorweg 11 ·                           | Kurt August Becher                 | Hier wohnte Kurt August Becher Jg. 1909 Flucht 1938 Holland interniert Westerbork deportiert 1943 Sobibor ermordet 20.3.1943                                                        |                                 | Eintrag auf stolpersteine-hamburg.de am Übergang Nr. 9/11 wurde im April 2018 ausgetauscht (vorheriger Stein) |
| Stiftstraße 10–14 ·                        | Erwin Brandt                       | Hier wohnte Erwin Brandt Jg. 1902 deportiert 1943 Auschwitz ermordet |                                 | Eintrag auf stolpersteine-hamburg.de |
| Stiftstraße 10–14 ·                        | Adolfine Hartmann                  | Hier wohnte Adolfine Hartmann Jg. 1939 deportiert 1943 Auschwitz ermordet |                                 | Eintrag auf stolpersteine-hamburg.de |
| Stiftstraße 10–14 ·                        | Anna Hartmann                      | Hier wohnte Anna Hartmann Jg. 1895 deportiert 1943 Auschwitz ermordet |                                 | Eintrag auf stolpersteine-hamburg.de |
| Stiftstraße 10–14 ·                        | Fritz Hartmann                     | Hier wohnte Fritz Hartmann Jg. 1930 deportiert 1943 Auschwitz ermordet |                                 | Eintrag auf stolpersteine-hamburg.de |
| Stiftstraße 10–14 ·                        | Heinz Hartmann                     | Hier wohnte Heinz Hartmann Jg. 1932 deportiert 1943 Auschwitz ermordet |                                 | Eintrag auf stolpersteine-hamburg.de |
| Stiftstraße 10–14 ·                        | Helene Hartmann                    | Hier wohnte Helene Hartmann Jg. 1924 ‚Schutzhaft‘ 1942 KZ Ravensbrück ermordet |                                 | Eintrag auf stolpersteine-hamburg.de |
| Stiftstraße 10–14 ·                        | Hugo Hartmann                      | Hier wohnte Hugo Hartmann Jg. 1922 ‚Schutzhaft‘ 1942 KZ Sachsenhausen ermordet |                                 | Eintrag auf stolpersteine-hamburg.de |
| Stiftstraße 10–14 ·                        | Margot Hartmann                    | Hier wohnte Margot Hartmann Jg. 1923 ‚Schutzhaft‘ 1942 KZ Ravensbrück befreit |                                 | Eintrag auf stolpersteine-hamburg.de |
| Stiftstraße 10–14 ·                        | Sophie Hartmann                    | Hier wohnte Sophie Hartmann Jg. 1926 ‚Schutzhaft‘ 1942 KZ Ravensbrück befreit |                                 | Eintrag auf stolpersteine-hamburg.de |
| Stiftstraße 10–14 ·                        | Walter Hartmann                    | Hier wohnte Walter Hartmann Jg. 1928 deportiert 1943 Auschwitz ermordet |                                 | Eintrag auf stolpersteine-hamburg.de |
| Stiftstraße 10–14 ·                        | Wilhelm Hartmann                   | Hier wohnte Wilhelm Hartmann Jg. 1935 deportiert 1943 Auschwitz ermordet |                                 | Eintrag auf stolpersteine-hamburg.de |
| Stiftstraße 10–14 ·                        | Robert Wuchinger                   | Hier wohnte Robert Wuchinger Jg. 1906 deportiert 1943 Auschwitz KZ Natzweiler ermordet 12.11.1943                                                                                   |                                 | Eintrag auf stolpersteine-hamburg.de |
| Stiftstraße 29 ·                           | Otto Quase                         | Hier wohnte Otto Quase Jg. 1904 ‚Schutzhaft‘ 1943 Gefängnis Fuhlsbüttel deportiert 1943 Theresienstadt 1944 Auschwitz ermordet                                                      |                                 | Eintrag auf stolpersteine-hamburg.de |
| Stiftstraße 68 ·                           | Fritz Raudies                      | Hier wohnte Fritz Raudies Jg. 1899 verhaftet 1937/41 Fuhlsbüttel Gefängnis Wolfenbüttel Flucht in den Tod 6.11.1941                                                                 |                                 | Eintrag auf stolpersteine-hamburg.de vor dem Eingang |
| Stralsunder Straße 1 ·                     | Sarah Germaine Hinfeld             | Hier wohnte Sarah Germaine Hinfeld Jg. 1918 verhaftet 1937 KZ Fuhlsbüttel Ravensbrück ‚verlegt‘ 2.3.1942 Bernburg ermordet bei Ankunft                                              |                                 | Eintrag auf stolpersteine-hamburg.de |
| Westphalensweg 7 ·                         | Clara Bacher geb. Haurwitz         | Hier lernte Clara Bacher geb. Haurwitz Jg. 1898 deportiert 1942 Theresienstadt ermordet 1944 in Auschwitz                                                                           |                                 | Eintrag auf stolpersteine-hamburg.de Stolperstein liegt in der Auffahrt zum Schulgelände in der Straße Bei der Hauptfeuerwache Ein weiterer Stolperstein befindet sich in Hamburg-Winterhude.                         |
| Westphalensweg 7 ·                         | Walter Bacher                      | Hier lehrte Dr. Walter Bacher Jg. 1893 deportiert 1942 Theresienstadt ermordet in Auschwitz                                                                                         |                                 | Weitere Stolpersteine befinden sich in Hamburg-Winterhude und Hamburg-Rotherbaum. Eintrag auf stolpersteine-hamburg.de Stolperstein liegt in der Auffahrt zum Schulgelände in der Straße Bei der Hauptfeuerwache      |
| Westphalensweg 7 ·                         | Margaretha Rothe                   | Hier lernte Margaretha Rothe Jg. 1919 im Widerstand Weiße Rose verhaftet 1943 Gefängnis Leipzig tot an Haftfolgen 15.4.1945 Krankenhaus Leipzig-Dösen                               |                                 | Eintrag auf stolpersteine-hamburg.de Weitere Stolpersteine befindet sich in Hamburg-Rotherbaum und Hamburg-Winterhude. Der Stolperstein liegt in der Auffahrt zum Schulgelände in der Straße Bei der Hauptfeuerwache. |